# 浙江省立实验农业学校旧址
29°09′26″N 119°45′24″E / 29.15722°N 119.75667°E
浙江省立实验农业学校旧址位于中国浙江省金华市金东区塘雅镇横塘水库西侧，是原浙江省立实验农业学校所在地。2009年第三次全国文物普查发现其独特价值，2010年4月8日被列为第三批金华市文物保护单位，2011年被列为第六批浙江省文物保护单位。
浙江省立实验农业学校于1933年由土壤学家蓝瑾创办，1935年改称“浙江省立金华实验农业职业学校”，并设附属小学。1942年5月金华沦陷后解散，1946年复校。1949年后更名为“浙江省立农业技术学校”。1967年12月该校迁至市内湖海塘畔（1999年并入金华职业技术学院），1969年旧址被改为金华地区五七干校，如今已基本闲置。
旧址占地825亩，现存21幢建筑，总建筑面积22950平方米，包括教学楼、办公楼、学生宿舍、礼堂、食堂、操场、粮食仓库等建筑类型，多为1933年建设，少部分在抗日战争中损毁后于1946年重建。民国时期省立学校能完好保存至今并不多见，因此旧址具有较高的历史、文物价值。